# Vietteania tenebrata
Vietteania tenebrata är en fjärilsart som beskrevs av Charles E. Rungs 1955. Vietteania tenebrata ingår i släktet Vietteania och familjen nattflyn. Inga underarter finns listade i Catalogue of Life.